# Tino Conti
Pour les articles homonymes, voir Conti.
Constantino Conti, dit Tino Conti (né le 26 septembre 1945 à Nibionno) est un coureur cycliste italien, professionnel dans les années 1970,.

## Palmarès

### Palmarès amateur
- 1966
  - Turin-Valtournenche
  - 2e de Milan-Rapallo
  - 2e du Gran Premio Vallese
- 1967
  -  Médaillé d'or de la course en ligne des Jeux méditerranéens
  - 1rea étape du Tour de l'Avenir
  - 2e de Milan-Tortone
  - 2e du Giro delle Antiche Romagne
  - 2e du Tour de l'Avenir
- 1968
  - 5eb étape du Tour de la Vallée d'Aoste
  - 3e du Gran Premio Vallese
  - 9e du championnat du monde sur route amateurs

### Palmarès professionnel
- 1969
  - Tour des Marches
- 1970
  - 2e de la Coppa Agostoni
  - 3e du Grand Prix de Monaco
  - 3e du Trophée Matteotti
- 1971
  - 2e des Trois vallées varésines
- 1972
  - Grand Prix de l'industrie et du commerce de Prato
- 1974
  - Trois vallées varésines
  - 2e du Tour du Piémont[n 1]
  - 2e du Tour de Vénétie
  - 2e du Grand Prix de l'industrie et du commerce de Prato
  - 3e du Tour de la province de Reggio de Calabre
  - 3e du Grand Prix de l'industrie de Belmonte-Piceno
  - 3e du Tour d'Émilie
  - 3e du Tour de Lombardie
  - 4e du Tour d'Italie
  - 5e du Tour de Suisse
- 1975
  - 3e étape du Tour des Pouilles
  - Tour de Toscane
  - Grand Prix de l'industrie et du commerce de Prato
  - 3e du championnat d'Italie sur route
  - 3e du Tour de la province de Reggio de Calabre
  - 3e du Trophée Pantalica
  - 3e du Tour de Campanie
  - 3e du Tour des Pouilles
  - 3e du Trophée Matteotti
  - 4e de Milan-San Remo
  - 5e du Championnat de Zurich
  - 8e du Tour d'Italie
  - 9e du Tour de Catalogne
- 1976
  -  Médaillé de bronze du championnat du monde sur route
  - 9e du Tour de Lombardie
- 1977
  - Tour de la province de Reggio de Calabre

## Résultats sur les grands tours

### Tour de France
2 participations
- 1970 : abandon (11e étape)
- 1971 : abandon (11e étape)

### Tour d'Italie
5 participations
- 1969 : abandon (17e étape)
- 1973 : 51e
- 1974 : 4e
- 1975 : 8e
- 1977 : abandon (19e étape)